# Municipio de Cordova (Minnesota)
El municipio de Cordova (en inglés: Cordova Township) es un municipio ubicado en el condado de Le Sueur en el estado estadounidense de Minnesota. En el año 2010 tenía una población de 471 habitantes y una densidad poblacional de 5,02 personas por km².

## Geografía
El municipio de Cordova se encuentra ubicado en las coordenadas 44°19′48″N 93°41′42″O / 44.33000, -93.69500. Según la Oficina del Censo de los Estados Unidos, el municipio tiene una superficie total de 93.91 km², de la cual 90,3 km² corresponden a tierra firme y (3,84 %) 3,61 km² es agua.

## Demografía
Según el censo de 2010, había 471 personas residiendo en el municipio de Cordova. La densidad de población era de 5,02 hab./km². De los 471 habitantes, el municipio de Cordova estaba compuesto por el 96,18 % blancos, el 0,85 % eran afroamericanos, el 0,21 % eran amerindios, el 0,21 % eran asiáticos, el 1,27 % eran de otras razas y el 1,27 % eran de una mezcla de razas. Del total de la población el 2,34 % eran hispanos o latinos de cualquier raza.